# Рождество с Алжбетой
«Рождество с Алжбетой» (чеш. Vanoce s Alzbetou) — чехословацкий чёрно-белый фильм 1968 года режиссёра Карела Кахини.

## Сюжет
События развиваются в течение одной недели в провинциальном городке. Приближается Рождество, но погода стоит теплая и дождливая, на дорогах грязь.
Губрет Цмирал, 50-летний водитель грузовика, одинокий затворник, привык к своему распорядку дня: вставать на работу, покупать сигареты в газетном киоске, весь день развозить продукты по сельским магазинам, а вечером выпить кружечку пива и перекинуться в картишки.
Его устоявшиеся жизненный ритм вдруг нарушен — к нему экспедитором дают молоденькую девушку, направленную работать на автобазу.
Алжбета, 21-летняя девушка, детдомовская, с трудной судьбой, недавно была условно-досрочно освобождена из исправительной колонии.
Как и следовало ожидать, Губерт поначалу холоден и недружелюбен. Их общение немногословное и неловкое, он отказывается даже поделиться сигаретой, но в конце концов он привыкает к её присутствию и начинает налаживать с ней связь.
Консервативного одинокого ворчуна возмущает легкомыслие, с которым она относится к жизни и общее неуважение к работе, он не одобряет то, как она одевается — она любит мини-юбки; шокирует лёгкость, с которой она общается с мужчинами встречающимися на их пути — она любит мальчиков. Он тщетно пытается воспитать ее по-отечески.
Непокорная Альжбета понимает, что за строгим фасадом Губерта скрывается добрая, травмированная душа, и что у него тоже сложное и тюремное прошлое.
Пара одиноких людей медленно находят свой путь друг к другу… и сходится сложным образом.
Алжбета и Губрет спорят, девушка разбивает камнем лобовое стекло машины и убегает. Казалось бы мелочь — разбитое стекло и прогул, но ей грозит тюремный срок, потому что она находится на испытательном сроке и освобождена условно.
Губерт отправляется на поиск, он понимает, что идти ей некуда и находит ее в детдоме, где она пряталась. Убеждает вернуться.
На деревенской свадьбе, куда их пригласили, они танцуют вместе, и Губерт, что за ним обычно не водится, напивается, но Альжбета с пониманием относится к этому, провожает его домой, но уходит, пообещав провести с ним Рождество.
Но провести вместе праздник им не получится, Губерта срочно вызывают — нужно в ночь отвезти товар. В Рождественскую ночь он снова один, за рулём грузовика, но в темноте он по дороге замечает что ёлка, у которой они были с Альжбетой, украшена и ярко горит, и, ещё не заметный вокруг и на грязной дороге, но видимый в свете фар, наконец-то начинает идти чистый белый снег.

## В ролях
- Павла Карникова — Алжбета
- Владо Мюллер — Губерт Цмирал
- Здена Гадрболцова — Постолкова, директор
- Мнислав Гофман — Франта, дворник
- Сватоплук Складал — Садло, диспетчер
- Вацлав Каньковский — продавец табачной лавки
- Ян Котва — Дашничка, продавец сельского магазина
- Рудольф Кутилек — музыкант
- Камил Олсовски — дворник
- Людмила Маречкова — продавщица
- Милан Голубар — игрок в карты
- Ладислав Фецко — мужчина на первой остановке
- Элишка Мюллер — сельская женщина

## Съёмки
Большая часть съемок проходила в Пршибраме и его окрестностях, грузовик в фильме — Praga RN.
Саундтреком к фильму стали хит того времени Марты Кубишовой Ráno ťuká na můj práh.
Для исполнительницы роли Алжбеты актрисы Павлы Карниковой это была первая и последняя роль в кино, режиссёр Карел Кахиня обнаружил её среди актрис Музыкального театра в Карлине.

## Критика
Камерная психологическая драма, снятая черно-белым кинематографистом Йозефом Павеком, относится к несправедливо забытым работам Качиньи. Вневременной фильм.
История, балансирующая между тонкой моралью и романтикой, поданная с юмористической отстраненностью. Комизм возникает прежде всего из «столкновения» двух противоположных персонажей — уравновешенного мужчины средних лет и живой несдержанной девушки, — к которому добавляются длинные заостренные диалоги и необычные ситуации, нарушающие привычный порядок Хьюберта. Однако за этой облегченной поверхностью скрывается гораздо более сложный мир людей, постепенно состоящий из мимолетных подсказок, объединенных чем-то большим, чем просто выполненный план работы.
Оригинальный текст (чешск.)Komorní psychologické drama, jež kameraman Josef Pávek natočil černobíle, patří k neprávem opomíjeným Kachyňovým dílům. Nadčasově vyznívající snímek. příběh, balancující mezi jemnou moralitou a milostnou romancí, podává s humorným odstupem. Komika vyplývá především ze „srážky“ dvou opačných charakterů – usedlého muže ve středních letech a živé nespoutané dívky –, k nimž se přidávají úsečné vypointované dialogy a nevšední situace, narušující Hubertův navyklý řád. Za tímto odlehčeným povrchem se ovšem pozvolna z letmých nápovědí skládá mnohem složitější svět lidí, které pojí víc než jen splněný plán práce.
— Filmový přehled

Большая часть съемок проходила в Пршибраме и его окрестностях. Реальность еще больше подчеркивала грубость этой истории. Настоящая мебель, стены и вещи несут на себе налет жизни — след подлинного человеческого существования. Камера работает необычно медленно. Для оператора Йозефа Павека «Рождество с Альжбетой» стало его первой самостоятельной работой. Бывший ассистент классиков чешской школы кинематографии Рота, Сталлича или Печенки избавил себя от излишней визуальной утонченности. Он оставил картине её простоту, в которой отражается непосредственная реальность, впечатляющую саму по себе. Кадры в оттенках серого запечатлевают грязные улицы, залитые дождем. Первый снег — частица надежды — появляется лишь в кратком отражении ночного света автомобиля.
Оригинальный текст (чешск.)Většina natáčení probíhala v Příbrami a okolí. Reály ještě zvýraznily syrovost příběhu. Skutečný nábytek, zdi a věci nesou životní patinu – stopu po autentické lidské existenci. Kamera je nezvykle střídmá. Obrazově vyhraněnějšího Josefa Illíka vystřídal Josef Pávek, pro něhož byly Vánoce s Alžbětou první samostatnou prací. Bývalý asistent u klasiků české kameramanské školy Rotha, Stallicha či Pečenky se oprostil od nadbytečných vizuálních fines. Ponechal obrazu jeho jednoduchost, v níž se odráží bezprostřední realita, sama o sobě působivá. Zšeřelé záběry plné šedi zachycují špinavé ulice, zkrápěné deštěm. První sníh – zlomek naděje – se objeví jen v krátkém odrazu nočního světla automobilu.
— Jan Křipač, 2015